# Пулатова Ольга Валентинівна
О́льга Валенти́нівна Пула́това (нар.12 вересня 1975) — українська співачка, композиторка, авторка пісень та віршів. Співзасновниця й вокалістка гурту Flëur (2000—2017). Живе в Одесі.

## Музична творчість
Ольга почала писати вірші з 7 років, пісні — з 12 років. Також навчалася у музичній школі, але кинула її. Після школи вступила на плановий факультет Одеського нархозу (нині факультет управління Одеського національного економічного університету). На другому курсі університету намагалася створити власний гурт. Після завершення навчання працювала бухгалтеркою на хлібзаводі. Займатися музикою одночасно з роботою на повний робочий день було важко, тому через деякий час Ольга кинула роботу.
У 1997—1999 роках брала участь у вже неіснуючому гурті Аэроплан як вокалістка та авторка пісень. Разом з цим гуртом вона давала концерти, зокрема виступала на фестивалі «Таврійські ігри» та записала студійний альбом, який було випущено незалежним лейблом Quasi Pop. Також у цей період Ольга записувала багато пісень удома та писала вірші, які увійшли до збірки «Обезболивающий укус».
У лютому 2000 року разом з Оленою Войнаровською Ольга заснувала гурт Flëur, в якому до 2017 року брала участь як авторка і виконавиця пісень, композиторка та аранжувальниця.
У 2004 році, гурт Аероплан було відроджено під назвою Оля і Монстр. Ольга Пулатова брала участь у гурті як авторка пісень та виконавиця одночасно з участю у Flëur. Гурт записав один студійний альбом та дав декілька концертів. 2008 року він припинив своє існування.
До 2005 року Пулатова виконувала роль авторки текстів, музики та була виконавицею пісень у проєкт Dust Heaven.
У липні 2008 року Ольга Пулатова виступила в Одесі із сольним концертом, на якому прозвучали пісні, що не виконувалися раніше з жодним з музичних колективів, з якими вона співпрацювала. Також на концерті було анонсовано новий проєкт, дебютний виступ якого мав відбутися у серпні на фестивалі «Інтерференція». Цим проєкт виявилася співпраця з московською построк групою Verba, що отримало назву «Verba feat. О. Пулатова». У листопаді 2009 року цим проєкт було випущено інтернет-сингл «Лунатик». У вересні 2010 року проєкт «Verba feat. О. Пулатова» випустив свій перший спільний альбом «Внутрішній космос». 17 лютого 2011 було випущено другу частину альбому, EP під назвою «Внутрішній космос. Темна сторона». 23 березня 2011 року в офіційному блозі гурту було заявлено про зміну його складу і припинення існування колективу під назвою Verba.
Після виходу альбому «Пробуждение» (2012) Flëur оголосили про творчу перерву, пов'язану з вагітністю Ольги та хворобою іншої вокалістки гурту Олени. Перерва затягнулася на півтора року. Восени 2013 року Ольга разом з музикантами Flëur поновила концерну діяльність, здійснивши турне містами Росії, Білорусі та Україні.
У січні 2014 року «Наше радіо» включило 2 пісні гурту Flëur, автором яких є Ольга Пулатова, до свого хіт-параду 500 найкращих пісень усіх часів. Пісня «Шелкопряд» посіла 244-те місце, а «Теплые коты» — позицію № 353
У березні та серпні 2014 року Ольга виступала з сольною програмою на фестивалі «Котофест» в Одесі.
У вересні 2014 року Ольга брала участь у благодійному концерті для постраждалих у зоні АТО.
Восени 2014 року відбувся концертний тур на підтримку альбому Flëur «Штормовое предупреждение», російську частину якого намагалися зірвати недоброзичливці, називаючи гурт фашистським. Це був останній тур містами Росії, у якому Ольга брала участь.
2015 року через вагітність Ольга Пулатова відіграла лише два концерти разом з Flëur у Києві та Харкові з ретроспективою старих пісень.
У червні 2016 року Ольга виступила сольно на фестивалі «Театр ушей» в Одесі, у липні — у «Терміналі 42», а у вересні — на київському «Гогольфесті». На цих концертах співачка представила власні пісні різних років, які раніше виконувалися з різними музичними колективами, а також нові твори.
У серпні 2018 року було оголошено про початок краудфандингової кампанії для збору коштів на випуск нового диска Ольги Пулатової і її нового гурту, який отримав назву «Рой». До нового гурту Ольги під назвою Pulatova, окрім неї самої, увійшли Євген Чеботаренко (гітара, синтезатор) і Юрій Кононов (ударні). Альбом вийшов 29 вересня.
У квітні 2019 року Ольга Пулатова випустила сингл «Роздвоєння хижої особистості», куди увійшли дві найвідоміші пісні співачки в україномовному варіанті. У жовтні Пулатова випустила альбом пісень під фортепіано під назвою «Дневник снов».
У липні 2022 року Пулатова записала україномовну версію пісні «Шовкопряд», яку присвятила усім українським волонтерам. В інтерв'ю проєкту «Неформат» співачка зазначила, що після початку повномасштабного вторгнення Росії в Україну більше не вважає можливим для себе виконувати свої пісні російською мовою, натомість перекладе їх українською. Україномовні версії старих композицій, а також нові пісні було видано окремим альбомом під назвою «Темрява», реліз якого відбувся 31.07.2024.

## Літературна творчість
Друкованих видань наразі немає, але в Інтернеті зі згоди Ольги з'явилися деякі твори, зокрема написані у грудні 2000 року автобіографічні оповідання «Конвергенция» та «Три первых концерта Флёр», що описують історію створення групи Flëur. Також в Інтернеті доступні оповідання «Соседи» (листопад 1999), «Кошка» (1999), «Вика» (листопад 2000) та збірка оповідань-снів «Дневник Снов».
У 2000 році Ольга уклала збірку віршів «Обезболивающий укус», датованих 1990—2000 роками. Багато пісень Ольги Пулатової створені саме на основі віршів з цієї збірки.

## Особисте життя
2012 року Ольга Пулатова вийшла заміж за Вадима Казакова, лідера гурту Cheshires, народила двох синів Гліба (помер) та Захара. Згодом розлучилася з чоловіком.

## Дискографія

### Альбоми

#### у складі Аероплан
- 1998 — Аероплан

#### у складіFlëur
- 2002 — Прикосновение
- 2003 — Волшебство
- 2004 — Сияние
- 2006 — Всё вышло из-под контроля
- 2008 — Эйфория
- 2008 — Почти живой і Сердце — перевидання неофіційних концертних альбомів 2000—2001 років
- 2010 — Тысяча светлых ангелов
- 2012 — Пробуждение
- 2014 — Штормовое предупреждение

#### у складіОля і Монстр
- 2007 — Оля і Монстр

#### у складіVerbafeat. О. Пулатова
- 2010 — Внутренний Космос

#### сольно
- 2018 — Рой
- 2019 — Дневник снов
- 2024 — Темрява

### Сингли таEP

#### у складі Dust Heaven
- 2003 — Невидимки[26]

#### у складі Flëur
- 2007 — Два облака
- 2014 — Знаки

#### Verba feat. О. Пулатова
- 2009 — Лунатик
- 2010 — Demo
- 2011 — Внутренний Космос. Темная сторона

#### сольно
- 2019 — Роздвоєння хижої особистості

### Збірки

#### у складі Flëur
- 2001 — Between Rains and Drought (Між Дощами та Посухою)
- 2007 — Флёрография

#### сольно
- 2006 — Четверг… Полночь… Атмосфера[27]